# Classe Viana do Castelo
A classe Viana do Castelo composta pelos navios NRP Viana do Castelo, NRP Figueira da Foz, NRP Sines e o NRP Setúbal, é a classe de navios-patrulha oceânicos (NPO) resultante do projeto NPO 2000, a ser construída pelos Estaleiros Navais de Viana do Castelo (ENVC) para a Marinha Portuguesa. É um dos maiores navios a motor armados construídos em Portugal. Os NPO 2000 são navios especialmente vocacionados para actuar nas águas alterosas do Atlântico Norte.
Estes navios vêm substituir as corvetas das classes João Coutinho e Baptista de Andrade na sua função como patrulhas da zona económina exclusiva de Portugal.
Foram também encomendadas duas versões adaptadas para operações de combate à poluição, destinadas a colmatar falta de meios em Portugal para intervir em desastres idênticos ao do naufrágio do Prestige.
Tem sido referida a possibilidade de serem construídos navios deste tipo para outros países, nomeadamente Argentina, Marrocos e Argélia.  Houve também interesse demonstrado por outras marinhas, como a de Angola, Chile e Holanda.
Uma delegação do Brasil também realizou uma visita técnica, tendo o adido militar do Brasil em Portugal afirmado que "É do conhecimento público que a Marinha do Brasil vai precisar de navios destes, de Patrulha Oceânica. O Brasil não esconde o interesse neste tipo de navios, mas nesta fase estamos a falar de visitas técnicas".
Mais tarde, numa audição parlamentar do presidente da holding Empordef, Vicente Ferreira, realizada a 10 de Dezembro de 2013, foi afirmado que estas tentativas de captação de negócio fracassaram devido ao «deficit de imagem terrível» que os estaleiros já tinham.
Os navios da classe têm sido baptizados com nomes de cidades portuárias portuguesas.

## Cronologia
Em 1976 foi criado um grupo de trabalho para produzir um anteprojecto de um navio de fiscalização para a Zona Económica Exclusiva.  Mais tarde, em 1984, os trabalhos foram retomados com a criação de um novo grupo de trabalho.  Ambos pararam por falta de financiamento.
Em 1997 o processo foi retomado, tendo resultado deste processo a assinatura de um acordo entre o Arsenal do Alfeite, Estaleiros Navais de Viana do Castelo e Estaleiros do Mondego.
Em 2002 é assinado um contrato de construção de dois navios patrulha oceânica no valor de 120 milhões de euros, com as entregas previstas para finais de 2005.
Em 2005 os ENVC pedem um adiamento por um ano da entrega por dificuldades na execução do projecto.
Em 2006, a detecção de falhas nos motores e dificuldades sentidas pelos ENVC na adaptação à construção naval militar levam ao adiamento da entrega da primeira unidade para 2007.  Subsequentemente, são detectados mais problemas na execução do navio, tendo a entrega do primeiro navio adiada para o primeiro semestre de 2008.
A construção dos navios da classe Viana do Castelo decorre de um contrato de 500 milhões de euros assinado com os Estaleiros Navais de Viana do Castelo para a construção, ao longo de cinco anos, de seis NPO, dois navios de combate à poluição e cinco lanchas de fiscalização costeira.  A entrega do primeiro navio, o NRP Viana do Castelo, foi realizada em 30 de Dezembro de 2010, com um atraso de 5 anos.
Em 2009-07-24, o NRP Viana do Castelo foi baptizado, na presença do ministro da Defesa Nacional do XVII Governo Constitucional, Nuno Severiano Teixeira
O NRP Viana do Castelo, o primeiro da sua classe, foi provisoriamente armado com uma antiga peça Bofors de 40mm, estando porém prevista a sua substituição por uma de 30mm da Oto Melara.
Em 2010-02-10 foi adjudicada a aquisição à Oto Melara de duas peças de artilharia de 30 mm para os primeiros dois navios patrulha oceânicos, e respectivo sistema EO/IR, por € 4.021.000.
Em Março de 2012, o navio NRP Figueira da Foz, com um custo esperado de 50 milhões de euros, encontra-se ainda em fase de construção, com os trabalhos parados por falta de verbas alocadas para a conclusão do projecto no Orçamento de Estado para 2012.
Em Junho de 2012 o ex-chefe do Estado-Maior da Armada, Nuno Vieira Matias, admitiu que a adjudicação da construção de 8 navios-patrulha oceânicos da classe Viana do Castelo aos Estaleiros Navais de Viana do Castelo teve como objectivo "ajudar os Estaleiros de Viana a progredirem, a terem encomendas e a financiarem-se para poderem evoluir, fazerem concorrência a outros estaleiros e sobreviver" mas que o programa "não correu bem" porque os ENVC falharam no cumprimento do programa.
Em Agosto de 2012, os dois navios de combate à poluição, encomendados pelo Governo em 2004 e cuja construção foi declarada como “prioritária para salvaguardar a costa” nacional, ainda não foram construídos. Este atraso dá-se apesar de já terem sido gastos 18 milhões de euros e de a Marinha os considerar “importantes” para a intervenção em casos de poluição no mar.
Em 2012-09-20, o XIX Governo Constitucional, no âmbito da privatização dos Estaleiros Navais de Viana do Castelo, revogou os contratos assinados com os ENVC para a aquisição dos restantes navios-patrulha e lanchas de fiscalização costeira destinadas à Marinha. Na mesma medida consta a aquisição por parte do estado do projecto do Navio Polivalente Logístico por 25,5 milhões de euros, tendo sido especulado que esse valor, muito superior ao valor do projecto, destina-se a injectar dinheiro nos estaleiros para concluir a construção do NRP Figueira da Foz.
Em 2012-10-17, foi divulgado que a construção do NRP Figueira da Foz seria retomada, tendo sido avançado que a duração prevista para os trabalhos seria de 10 meses. A construção esteve parada devido à falta de recursos financeiros dos estaleiros para adquirir material, tendo sido indicado que seriam necessários seis a oito milhões de euros para a conclusão da construção do navio.
Foi também anunciado que o governo revogou a encomenda das restantes unidades desta classe.
Em 2013-11-25, os ENVC entregaram formalmente à Marinha o segundo navio da classe, o Figueira da Foz.
Em 2014-12-19, o ministro da Defesa Nacional do XIX Governo Constitucional, José Pedro Aguiar-Branco, anunciou a construção de dois novos navios patrulha oceânica da classe Viana do Castelo com um contrato celebrado com a construtora naval West Sea.  Em 2015-05-28 o Governo autorizou a realização da destinada à aquisição de dois navios-patrulha oceânicos da classe Viana do Castelo, representado por um investimento até 77 milhões de euros.
Em 27 de Maio de 2015 é anunciada a construção de dois Navios Patrulha Oceânicos para a Marinha portuguesa nos West Sea por 77 milhões de euros, com data prevista para a conclusão da construção em 2017, e entrega à Marinha em 2018.

A autorização da realização da despesa foi concedida em conselho de ministros a 28 de Maio de 2015, tendo sido dada como justificação a substituição das corvetas das classe João Coutinho e classe Baptista de Andrade que à data encontravam-se ainda no activo (nomeadamente NRP António Enes e NRP Jacinto Cândido, e NRP João Roby)
apesar de "já há muito ultrapassaram a estimativa de vida útil" de 35 anos.
Em 22 de julho de 2015, a Martifer anunciou a assinatura de um contrato de adjudicação para a construção de dois Navios Patrulha Oceânica da classe Viana do Castelo para a Marinha Portuguesa.
A 20 de março de 2017, o presidente da comissão parlamentar de Defesa Nacional, Marco António Costa, afirmou que os dois navios-patrulha oceânicos (NPO) da classe Viana do Castelo em construção nos estaleiros da West Sea, estariam concluídos em 2018.  A conclusão da construção do NRP Sines estava prevista para meados de 2018 e do NRP Setúbal no final de 2018.
A 2 de Fevereiro de 2018 foi anunciado que a Comissão Europeia, pela mão da comissária responsável pelo mercado interno Elzbieta Bienkowska, iniciou um processo contra o estado português pela violação das regras comunitárias de contratos públicos no sector da Defesa. O processo deveu-se à entrega, por ajuste directo, da construção de dois navios-patrulha oceânicos da classe Viana do Castelo destinados à Marinha portuguesa a um consórcio liderado pela empresa West Sea, do grupo Martifer.
A 20 de Julho de 2018, durante a inauguração do NPO Sines, foi anunciado pelo Primeiro-ministro António Costa a construção de mais seis Navios Patrulha Oceânicos para a Marinha portuguesa, a construir pelos estaleiros da West Sea.
A 20 de Maio de 2021, foi aprovada a compra de mais 6 NPO para a Marinha Portuguesa, estes terão acrescentado valor militar e "multifunções. Serão navios combatentes, com prioridade para a vigilância submarina, guerra de minas, projeção de força e recolha de informações, aptos a missões NATO.
No dia 29 de Dezembro de 2023, foi assinado um contrato entre a Direção-Geral de Recursos da Defesa Nacional (DGRDN) e a West Sea, prevendo a construção de 6 novos Navios de Patrulha Oceânica (NPO 3s). O projeto destes novos navios difere dos projetos anteriores, passando por uma atualização, onde foram incluídas novas capacidades, como guerra antissubmarina, guerra de minas, projeção de força e recolha de informações com recurso a novos radares, sonares e sensores.

## Unidades
| Número de amura | Nome                 | Variante | Aumento ao efetivo | Estaleiro | Estado        | Notas   |
| Série 1         | Série 1              | Série 1  | Série 1            | Série 1   | Série 1       | Série 1 |
| --------------- | -------------------- | -------- | ------------------ | --------- | ------------- | ------- |
| P 360           | NRP Viana do Castelo | NPO      | 2011               | ENVC      | No ativo      | [ 31 ]  |
| P 361           | NRP Figueira da Foz  | NPO      | 2013               | ENVC      | No ativo      | [ 32 ]  |
| Série 2         |                      |          |                    |           |               |         |
| P 362           | NRP Sines            | NPO      | 2018               | West Sea  | No ativo      | [ 33 ]  |
| P 363           | NRP Setúbal          | NPO      | 2019               | West Sea  | No ativo      | [ 34 ]  |
| Série 3         |                      |          |                    |           |               |         |
| P 364           | NRP Porto            | NPO      | 2027               | West Sea  | Em construção | [ 30 ]  |
| P 365           | NRP Aveiro           | NPO      | 2028               | West Sea  | Emcomendado   | [ 30 ]  |
| P 366           | NRP Funchal          | NPO      | 2029               | West Sea  | Encomendado   | [ 30 ]  |
| P 367           | NRP Faro             | NPO      | 2030               | West Sea  | Encomendado   | [ 30 ]  |
| P 368           | NRP Ponta Delgada    | NPO      | 2030               | West Sea  | Encomendado   | [ 30 ]  |
| P 369           |                      | NPO      | 2031               | West Sea  | Encomendado   | [ 30 ]  |